# 1,2-茚满二酮
1,2-茚满二酮（英语：1,2-Indandione）是一种有机化合物，分子式为C6H4(CO)2CH2。它是一种黄色固体，被归类为以茚满为骨架上的邻位二酮。
1,2-茚满二酮用于潜在指纹的第一阶段法医鉴定。它特别适用于纸张和使用热敏墨水打印的物品，例如收据。通过使用它可以将人手留下的氨基酸发展成指纹；结果可以在强烈的黄绿色荧光或绿色激光下用特殊滤镜拍摄。它通常是顺序分析中采用的第一种方法，旨在提供适用于法庭上的证据。
1,2-茚满二酮是通过用二氧化硒氧化1-茚满酮制备的。